# Cantone di Versailles-Sud
Il Cantone di Versailles-Sud era una divisione amministrativa dell'Arrondissement di Versailles.
È stato soppresso a seguito della riforma complessiva dei cantoni del 2014, che è entrata in vigore con le elezioni dipartimentali del 2015.
Comprendeva parte del comune di Versailles e i comuni di:
- Buc
- Châteaufort
- Jouy-en-Josas
- Les Loges-en-Josas
- Toussus-le-Noble